# Большое Пенье
Большое Пенье — деревня в Устьянском районе Архангельской области.

## География
Находится в южной части Архангельской области на расстоянии приблизительно 43 км на северо-восток по прямой от административного центра района поселка Октябрьский на левом берегу реки Устья.

## История
В 1859 году здесь (деревня Пеньевская Вельского уезда Вологодской губернии) было учтено 27 дворов. Позднее деревня разделилась на Большое и Малое Пенье. До 2021 года входила в Строевское сельское поселение, с 2021 до 2022 года в Березницкое сельское поселение до его упразднения.

## Население
Численность населения: 189 человек (1859 год), 11 (русские 100 %) в 2002 году, 6 в 2010.